# 巴伐利亞的伊莉莎白 (1876-1965)
巴伐利亚的伊莉莎白（德語：Elisabeth Gabriele Valérie Marie Herzogin in Bayern，1876年7月25日—1965年11月23日），比利时国王阿尔贝一世之妻。暱稱「護士王后」、「紅王后」
巴伐利亚的伊莉莎白的父亲是巴伐利亞的卡爾·特奧多爾，祖父是馬克西米利安·約瑟夫公爵。她父亲为她取名「巴伐利亚的伊莉莎白」，和她姑母奥地利皇后伊丽莎白同名。
1900年，她在慕尼黑和比利时的阿尔贝王子结婚，生下一女二子。第一次世界大战期间，巴伐利亚的伊莉莎白经常到战场前线和医院探访。
二戰期間，比利時處於納粹德國占領之下，從1940年至1944年期間，她利用自己的德國身份及影響力，從集中營中解救了100多名猶太兒童。在她去世前的幾個月，1965年5月18日以色列政府爲她頒發了“國際義人”的榮譽稱號。